# 六甲比命神社
六甲比命大善神社（ろっこうひめだいぜんじんじゃ）は、兵庫県神戸市灘区六甲山町にある、荘厳な磐座をご神体とする神社である。
六甲山頂尾根付近に位置し、近くには六甲山カンツリーハウス敷地内に天穂日命の磐座もある。
仰臥岩、雲が岩、心経岩の中間地点に位置する壮大な磐座が御神体で、7世紀にインドから渡来した法道仙人が創建した吉祥院多聞寺（神戸市北区唐櫃）の奥の院となっている。

## 祭神
- 六甲比命大善神（弁財天・吉祥天)=撞賢木厳魂天疎向津姫（瀬織津姫）

祭神名は六甲の山名の変遷とともに変わってきたようである。水の神としての神徳は六甲周辺において、日本三大名泉の有馬温泉、布引の滝のKOBE　WATER、灘五郷の宮水に顕著である。
六甲山は江戸時代以前には武庫という漢字があてられ、むこうやま、むこやまと呼ばれ、さらに古くは、賀茂真淵の『冠辞考』　あまざかるの項に記されているように、向かつ峰の名が伝わるので、祭神名は当初はむかつひめと呼ばれ、近世まではむこうひめとよばれていたと思われる。六甲は「むかつ」と読める。
六甲山は、かつて西宮市廣田神社の社領であり、廣田神社祭神、撞賢木厳魂天疎向津姫（つきさかきいつのみたまあまさかるむかつひめ　又の名を瀬織津姫）と六甲山の旧名の向かつ峰の名称が一致する。

## 歴史
六甲比命神社の磐座は天然に出来たものではなく縄文時代のころ、縄文人たちの手によって巨石を積み上げて出来た人工の磐座である。
一説によれば縄文中期（BC5,000年頃）に出来たのではないかと言われている。
役行者の縁者、四鬼家が奈良の天川村の洞川より唐櫃に移住して、西六甲の山を管理していた。
六甲比命講によると、「かつては廣田神社の奥宮で、さらに天照坐皇大御神荒御魂をお祀りする伊勢神宮内宮別宮荒祭宮の奥宮でもあったと考えられる」そうである。ちなみに、荒祭宮は、遷宮制度が導入される以前、内宮正宮の西側敷地で祀られていたことが、伊勢神宮の公式の由緒書きに記されている。また六甲比命講は、六甲比命が向か津姫＝瀬織津姫と同一の神であることを特定し、六甲比命大善神の磐座の存在が六甲山の山名の由来であると推定しているが、これらは『ホツマツタエ』の記述から導き出されたものであるとする。
　瀬織津姫を主祭神としている神社の総本宮と位置づけうる神域とされる。
7世紀、インドからの渡来僧侶法道仙人が六甲山吉祥院多聞寺 (神戸市北区)を創建した際、六甲比命神社境内の雲ヶ岩に毘沙門天（多聞天）が降臨したことから、多聞寺の奥の院となった。毘沙門天と吉祥天は仏教本尊の中では珍しく、夫婦の関係である。
その後、江戸時代までは寺院と神社で共同管理されていたが、明治政府の神仏分離政策によって、境内の雲ヶ岩や法道仙人が作った心経岩は分けて管理されるようになった。
現在は多聞寺と六甲比命講によって共に管理され、秋には六甲比命講と多聞寺住職による護摩供養が催されている。

## 近年
近年、パワースポットとして知られるようになり参拝客も増えている。各種グループの催しも心経岩前で行われることもある。神社拝殿では、由緒書、資料集、関連書籍や、御朱印、六甲比命大善神、六甲瀬織津姫大善神のお札やお守り、水琴鈴、龍や吉祥天の壁掛写真などが授与品として用意されている。

## アクセス
◎車で：宝塚逆瀬川方面・西宮盤滝・社家郷山方面・芦有道路方面から、あるいは神戸・明石方面から六甲山上道路（兵庫県道16号明石神戸宝塚線）を通り、六甲山アスレチックパークGREENIA（冬期は六甲山スノーパーク）を目指す。カーナビに　六甲山の上美術館　を入力する。（六甲比命神社専用駐車場、普通車4台分が美術館の10メートル手前にあるため）六甲山スノーパークゲートを通過し、やや路面状況の良くない道路を100メートルほど進む。路面に凹凸があるので十分気を付ける。左手に六甲比命神社の専用駐車場がある。そこが満車の際は、引き返して六甲山アスレチックパークGREENIA（冬期は六甲山スノーパーク）の有料駐車場を利用する。駐車場から徒歩５分程度で参道入口に着く。（トイレは無いので六甲山アスレチックパークGREENIA（冬期は六甲山スノーパーク）のトイレをお借りする必要がある。）
◎公共交通機関で：JR新神戸駅下車。地下鉄に乗車し、三宮で下車。JR三ノ宮駅で東海道線大阪方面行きに乗車し、JR六甲道駅下車、または阪急三宮駅より普通列車で梅田方面へ乗車。阪急六甲駅で下車。16系統のバスに乗車し、六甲ケーブル下で下車。六甲ケーブルに乗って六甲山上駅で下車。山上バスに乗車してアスレチックパーク前のバス停で下車。往復の各種チケットもある。山上道路を100メートルほど引き返して、右側（『北西方向』に上がる道へ進む。300メートルほど進むと突き当りに「六甲比女大神」の看板があり、そこからの細い山道を進んで約3分で仰臥岩、少し引き返して、山道を下って、約1分足らずで、雲ヶ岩。急な坂と仮設階段を下りると1分で六甲比命神社へ到着する。さらに下ると途中右手に巨大な御神体の磐座があり、さらに下って左手に入ると心経岩に至る。引き返して、下りの道を進んで広場に出たところで、右に進めば、六甲山の上美術館、六甲山アスレチックパークGREENIA（冬期は六甲山スノーパーク）方面へ出られる。

## 写真集

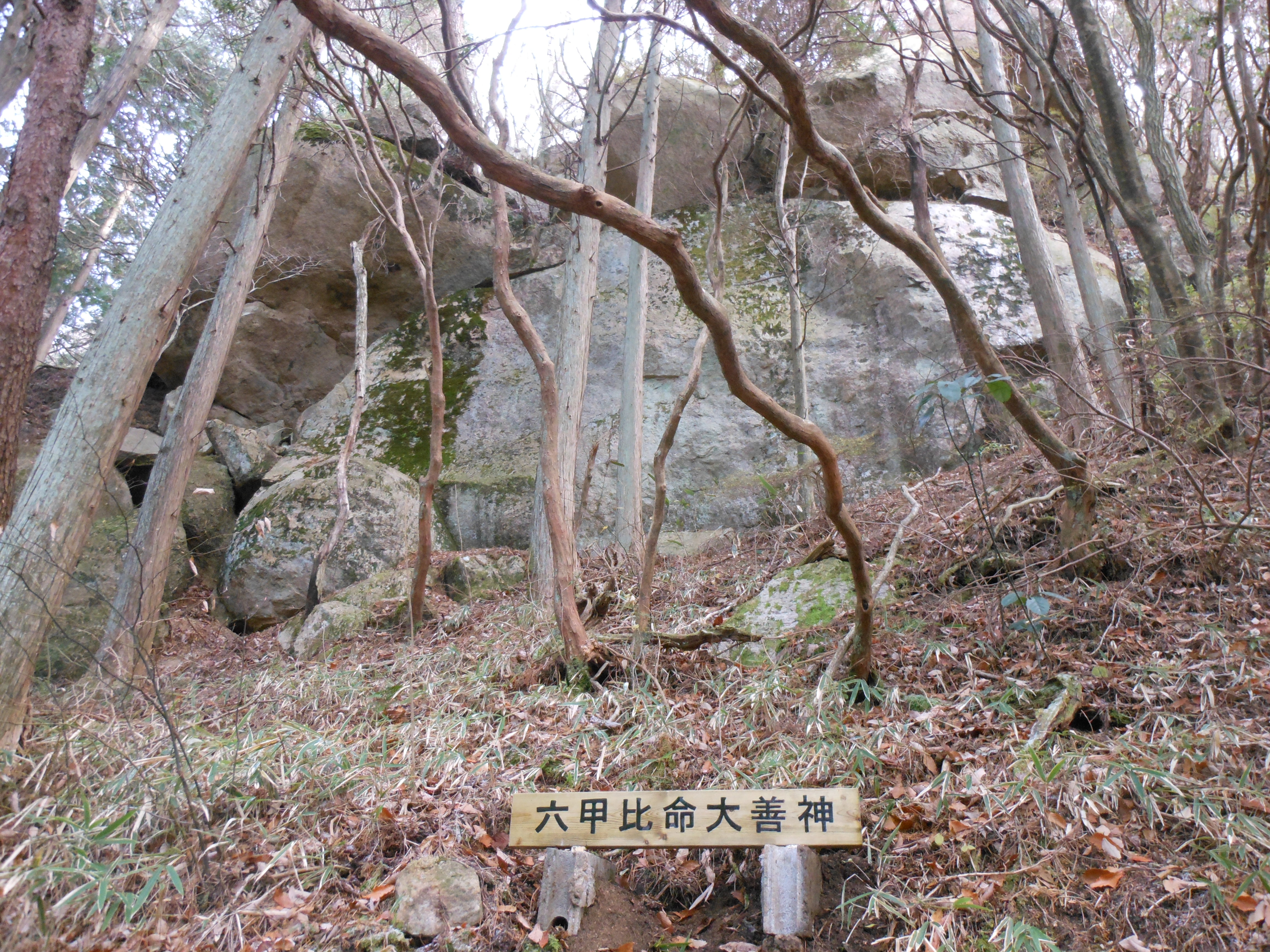
六甲山頂尾根付近に位置する六甲命大善神の磐座
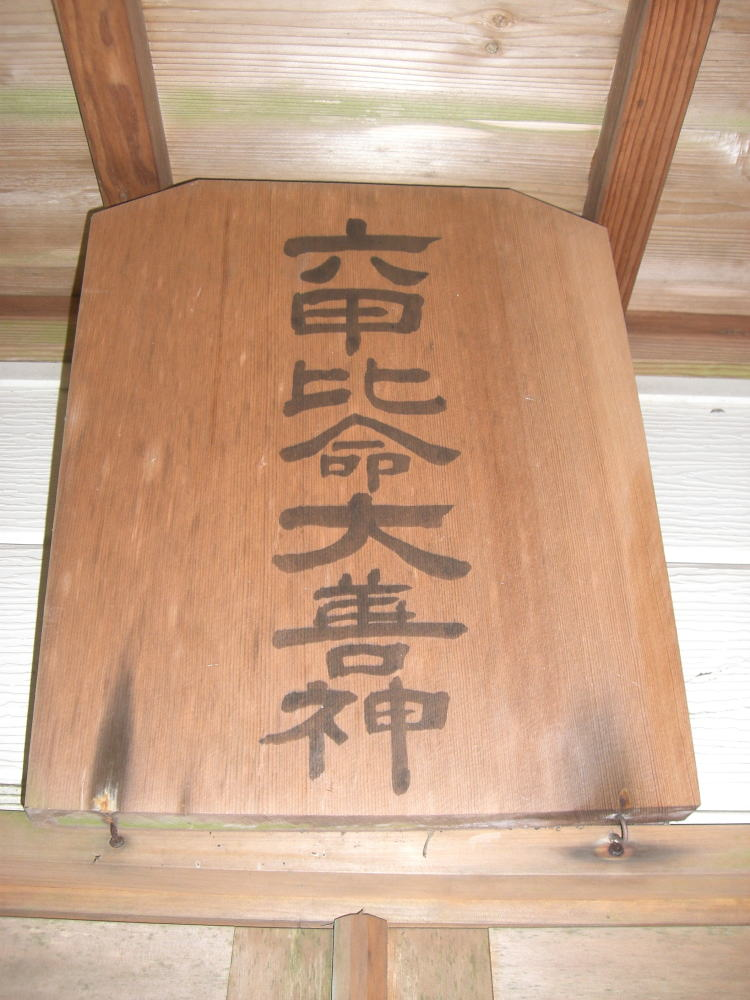
拝殿の額
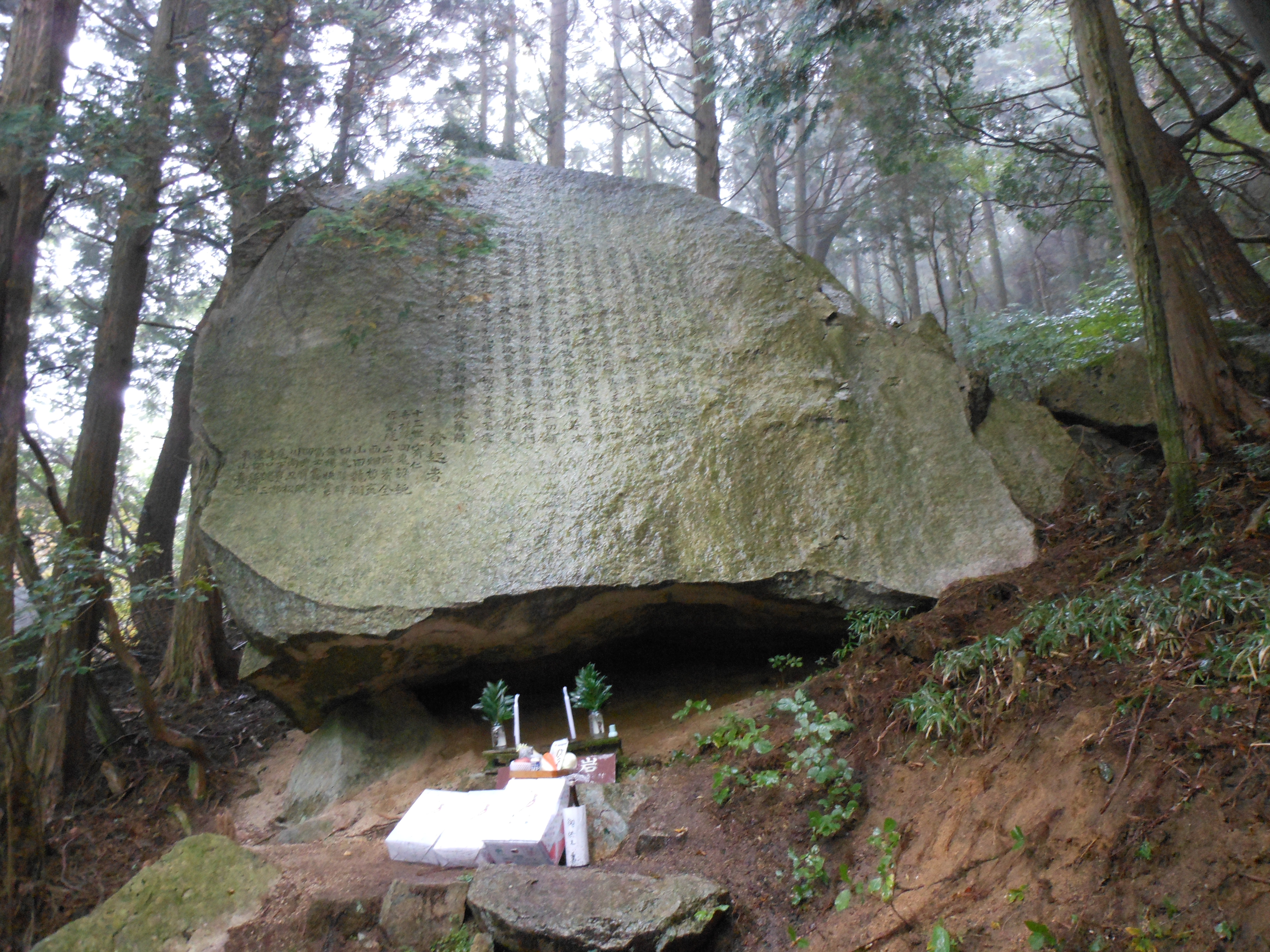
心経岩
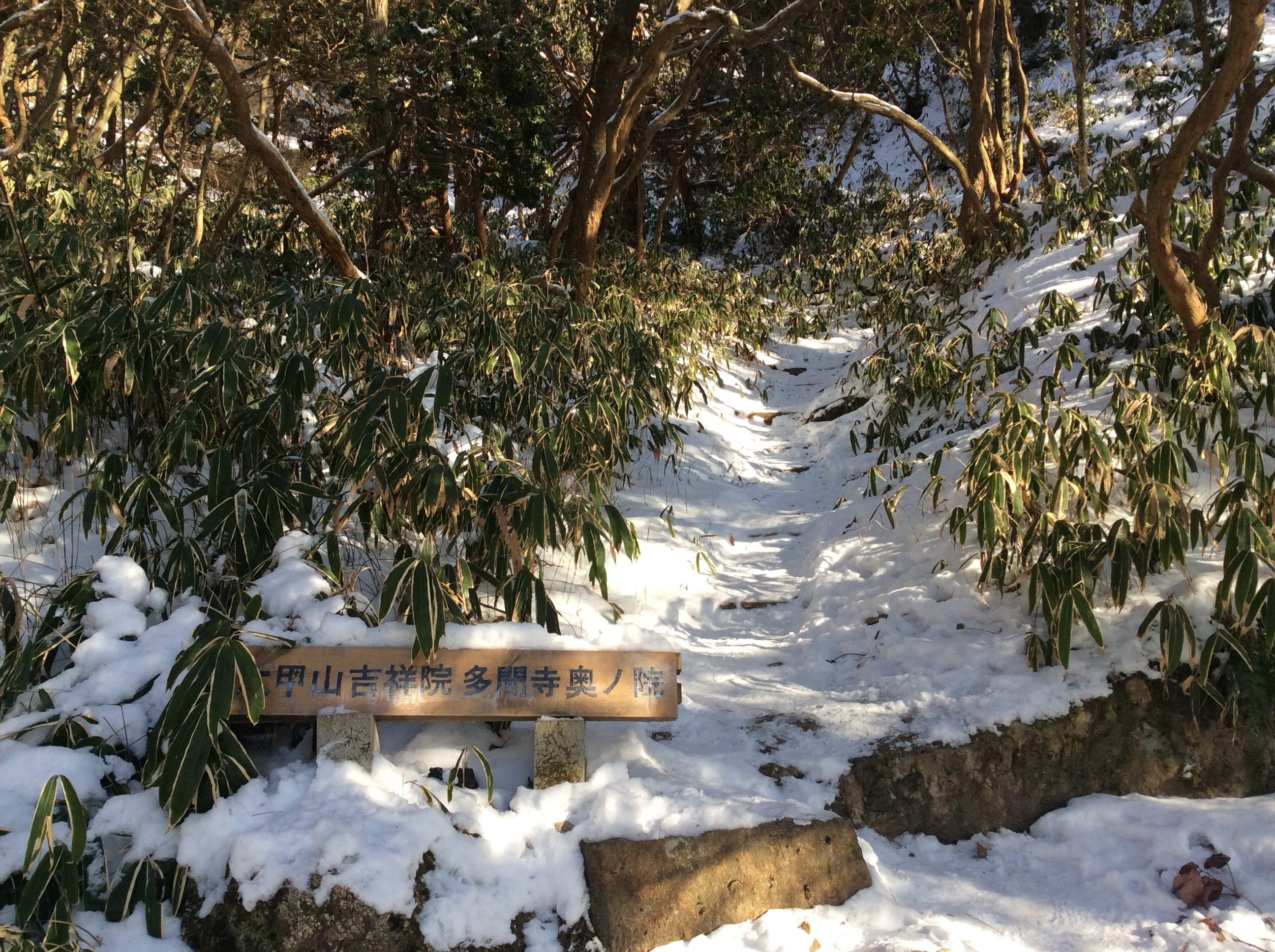
参道（冬季）